# Гульман
Гульман або хануман (лат. Semnopithecus entellus) — примат з роду Semnopithecus родини мавпові.

## Опис
Це тонкі, довгохвості тварини. Хутро переважно жовтувато-оранжеве. Спина і кінцівки сіро-коричневі, руки і ноги чорного кольору. Голе лице чорного кольору і має типові для роду надбрівні дуги.

## Поширення
Країни проживання: Індія (Біхар, Орісса); введений: Бангладеш. Він знаходиться в найрізноманітніших місцях проживання, в тому числі поруч з людським житлом на висоті до 400 м.

## Стиль життя
Гульман в основному наземний, листоїдний, і денний. Тварини зазвичай живуть в гаремних групах, що складаються з одного самця, кількох самиць і потомства. Іноді зустрічаються змішані групи (кілька самців і самиць); інші самці часто утворюють холостяцькі групи. Крім листя їдять плоди, бруньки, кору і трави, але іноді й комахи.

## Загрози та охорона
Загрози: інтенсивне сільське господарство, втрата середовища існування, конфлікти людина-тварина і пожежі. Від полювання на їжу недавно поселеними людськими популяціями в штаті Андхра-Прадеш і Орісса дуже нестримні і багато популяцій S. entellus страждають локально. Цей вид занесений в Додаток I СІТЕС. Цей вид зустрічається принаймні в 7 природоохоронних територіях: англ. Achanakmar Sanctuary, англ. Bhitarkanika National Park, англ. Chandaka-Dampara Sanctuary, англ. Gomarda Sanctuary, англ. Palamau Sanctuary, англ. Valmiki National Park, англ. Valmiki Sanctuary.